# 刘氏掌突蟾
刘氏掌突蟾（学名：Leptobrachella laui），一种分布于中华人民共和国广东省和香港特别行政区等地区的两栖动物，隶属于角蟾科掌突蟾属。模式产地为香港大帽山。种加词取自香港学者刘惠宁（Michael Wai-Neng Lau）的姓氏，以表彰其对亚洲特别是华南地区两栖动物研究的贡献。

## 形态特征
刘氏掌突蟾雄蟾体长24.8～26.7毫米，雌性体长28.1毫米左右。身体背部为褐色，散布有小的黄色斑点；指，小臂，附骨，大腿和胫骨的背面有不明显的棕灰色横条纹；胸腹部呈不透明的乳白色，前臂和大腿的腹面淡红色。

## 保护
本种于2023年被收录入《有重要生态、科学、社会价值的陆生野生动物名录》。